# سیارک ۱۷۰۳۵
سیارک ۱۷۰۳۵ (به انگلیسی: 17035 Velichko، نامگذاری:1999FC10) هفده هزار و سی و پنجمین سیارک کشف شده‌است که در ۲۲ مارس ۱۹۹۹ کشف شد.
قدر مطلق سیارک برابر ۲۵٫۷ است.